# Damjan Vtič
Damjan Vtič (* 13. Mai 1985 in Trebnje) ist ein ehemaliger slowenischer Nordischer Kombinierer.

## Werdegang
Vtič begann seine internationale Karriere 2001 im B-Weltcup der Nordischen Kombination. Bei der Junioren-Weltmeisterschaft 2003 in Sollefteå erreichte er im Teamwettbewerb mit der Mannschaft den 5. Platz. Im Sprint erreichte er den 17. Platz, im Gundersen den 34. Platz. Ein Jahr später bei der Junioren-Weltmeisterschaft 2004 in Stryn konnte er sich im Gundersen einige Plätze verbessern und kam auf den 27. Platz. Im Sprint und mit dem Team erreichte er die gleichen Platzierungen. Am 4. Dezember 2004 in Trondheim gab er sein Debüt im Weltcup der Nordischen Kombination. Bei der Nordischen Skiweltmeisterschaft 2005 in Oberstdorf erreichte Vtič im Sprint den 42. Platz. Im Gundersen erreichte er Platz 32. In der Saison 2005/06 erreichte er die besten Ergebnisse seiner Karriere. So beendete er die Saison auf dem 56. Platz in der Weltcup-Gesamtwertung. In der Sprintweltcup-Wertung erreichte er Platz 46. Bei den Olympischen Winterspielen 2006 in Turin kam Vtič im Sprint nicht über einen 34. und im Einzel nicht über einen 40. Platz hinaus. Nachdem er anschließend 2006 keine vorderen Platzierungen mehr erreicht hatte, beendete er im Januar 2007 seine aktive Karriere. 